# Cuartel General Supremo de las Potencias Aliadas en Europa
El Cuartel General Supremo de las Potencias Aliadas en Europa (en inglés: Supreme Headquarters Allied Powers Europe, SHAPE) es el cuartel general del Mando Aliado de Operaciones de la Organización del Tratado del Atlántico Norte.
Su primera ubicación, en 1953, estaba en Rocquencourt, cerca de Versalles, Francia. 
Desde 1967 se encuentra en Casteau, al norte de Mons, Bélgica. De 1951 a 2003, el SHAPE fue el cuartel general del Mando Aliado en Europa. Desde 2003 es el cuartel general del Mando Aliado de Operaciones, que controla todas las operaciones de la OTAN en todo el mundo.
Aunque el ámbito geográfico de sus actividades se amplió en 2003, el SHAPE mantuvo su nombre tradicional con referencia a Europa por razones jurídicas. En ese momento, el mando de la OTAN en Lisboa, que históricamente formaba parte del Mando Atlántico, fue reasignado al Mando Aliado de Operaciones. El comandante del Mando Aliado de Operaciones también ha conservado el título de «comandante supremo aliado en Europa» (Supreme Allied Commander Europe, SACEUR), y sigue siendo un general de cuatro estrellas de Estados Unidos que también desempeña la función de comandante del Mando Europeo de los Estados Unidos.

## Historia

### Origen
La OTAN estableció por primera vez una estructura militar integrada después de que la guerra de Corea planteara dudas sobre la fuerza de las defensas de Europa contra un ataque soviético. La primera opción para comandante supremo aliado en Europa fue el general del Ejército norteamericano Dwight D. Eisenhower, ya que había dirigido con éxito los desembarcos aliados en Normandía y la posterior marcha a Alemania durante la Segunda Guerra Mundial, en medio de muchas controversias entre aliados sobre el correcto desarrollo de la campaña en el frente occidental. El 19 de diciembre de 1950, el Consejo del Atlántico Norte anunció el nombramiento del general Eisenhower como primer SACEUR.
El mariscal de campo británico Bernard Law Montgomery fue trasladado de la Unión Occidental, organización de defensa predecesora de la OTAN, para convertirse en el primer comandante adjunto del SACEUR, cargo que ocuparía hasta 1958. En el tercer volumen de la obra de Nigel Hamilton, La vida de Montgomery de Alamein, se da una buena idea del enfoque exigente e incansable de Montgomery para mejorar la preparación del mando, lo que le causó una gran cantidad de sentimientos encontrados. Al establecer el mando, los primeros planificadores de la OTAN se basaron en gran medida en los planes y el personal de la Unión Occidental.

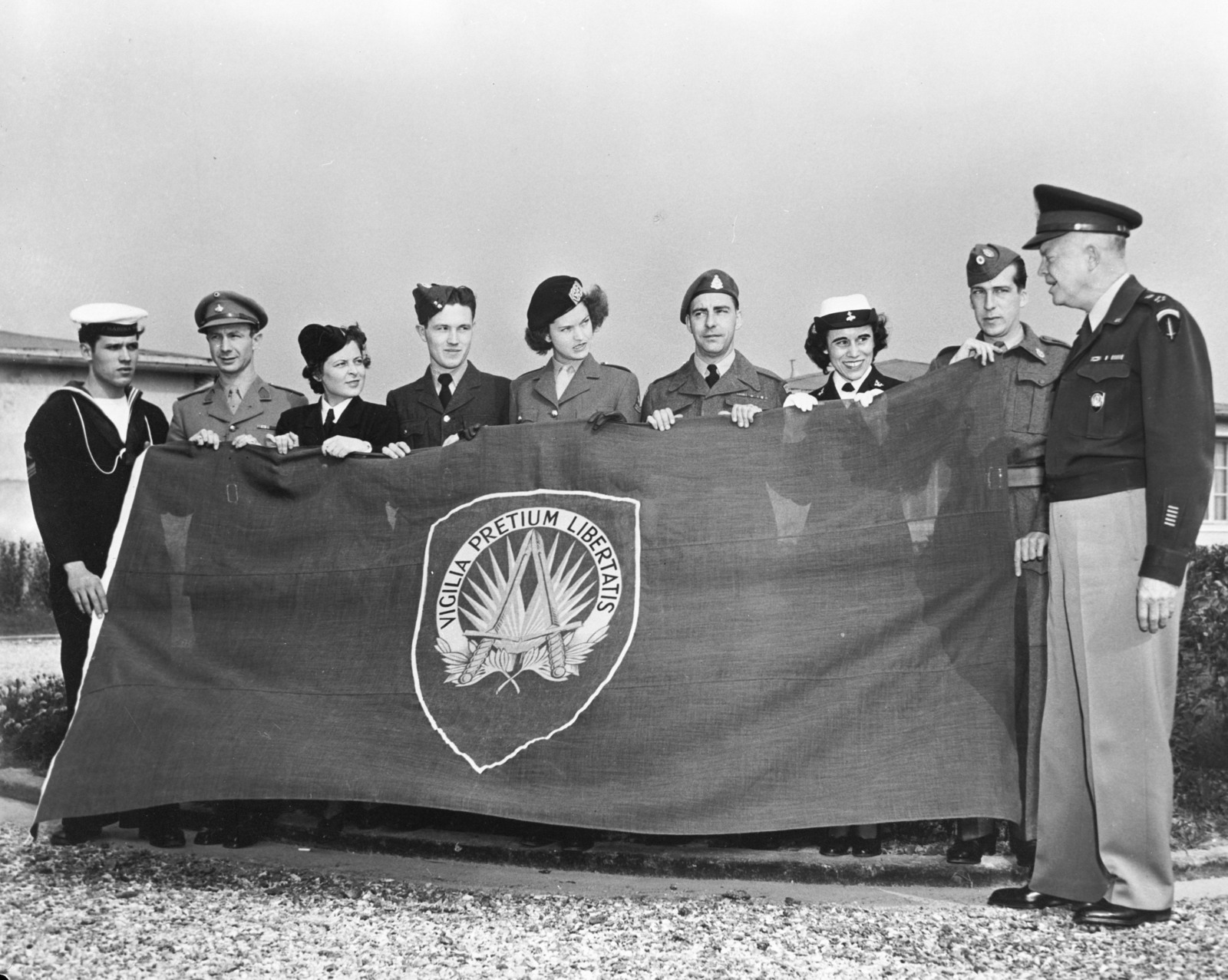
El general Eisenhower frente a la bandera del SHAPE en 1951.

El general Eisenhower llegó a París el 1 de enero de 1951 y rápidamente se puso a trabajar con un pequeño grupo de planificadores para diseñar una estructura para el nuevo mando europeo. El grupo de planificación trabajó en el Hotel Astoria, en el centro de París, mientras que la construcción de una instalación permanente comenzó en Rocquencourt, al oeste de la ciudad, en Camp de Voluceau.
El diseño de los mecanismos de mando en la Región Central, que contenía la mayor parte de las fuerzas de la OTAN, resultó ser mucho más complicada. El general Eisenhower consideró la posibilidad de nombrar allí también a un comandante en jefe general, pero pronto se dio cuenta de que sería difícil encontrar un acuerdo que satisficiera a las tres grandes potencias con fuerzas en la Región Central —Estados Unidos, Reino Unido y Francia—, ya que tenían puntos de vista muy diferentes sobre la relación adecuada entre el poder aéreo y el terrestre. Basándose en su experiencia en la Segunda Guerra Mundial, el general Eisenhower decidió mantener el control general por sí mismo y no nombró un comandante en jefe para la Región Central. En su lugar, habría tres comandantes en jefe separados (aire, tierra y mar).
En diciembre de 1950 se anunció que las fuerzas que inicialmente estarían bajo el mando del general Eisenhower serían el Séptimo Ejército de Estados Unidos en Alemania Occidental, el Ejército Británico del Rin, con la 2.ª División de Infantería y la 7.ª División Blindada, que serían reforzadas por la 11.ª División Blindada y otra división de infantería, tres divisiones francesas en Alemania y Austria, las brigadas danesa, belga y las Brigadas independientes noruegas en Alemania, y las guarniciones estadounidenses y británicas en Austria, Trieste y Berlín. Cuatro días después de la llegada de Eisenhower a París, el 5 de enero de 1951, el ministro de Defensa italiano, Randolfo Pacciardi, anunció que se formarían tres divisiones italianas como la «contribución inicial de Italia al Ejército atlántico», y que estas divisiones también estarían bajo el control de Eisenhower.

### Estructura de mando inicial

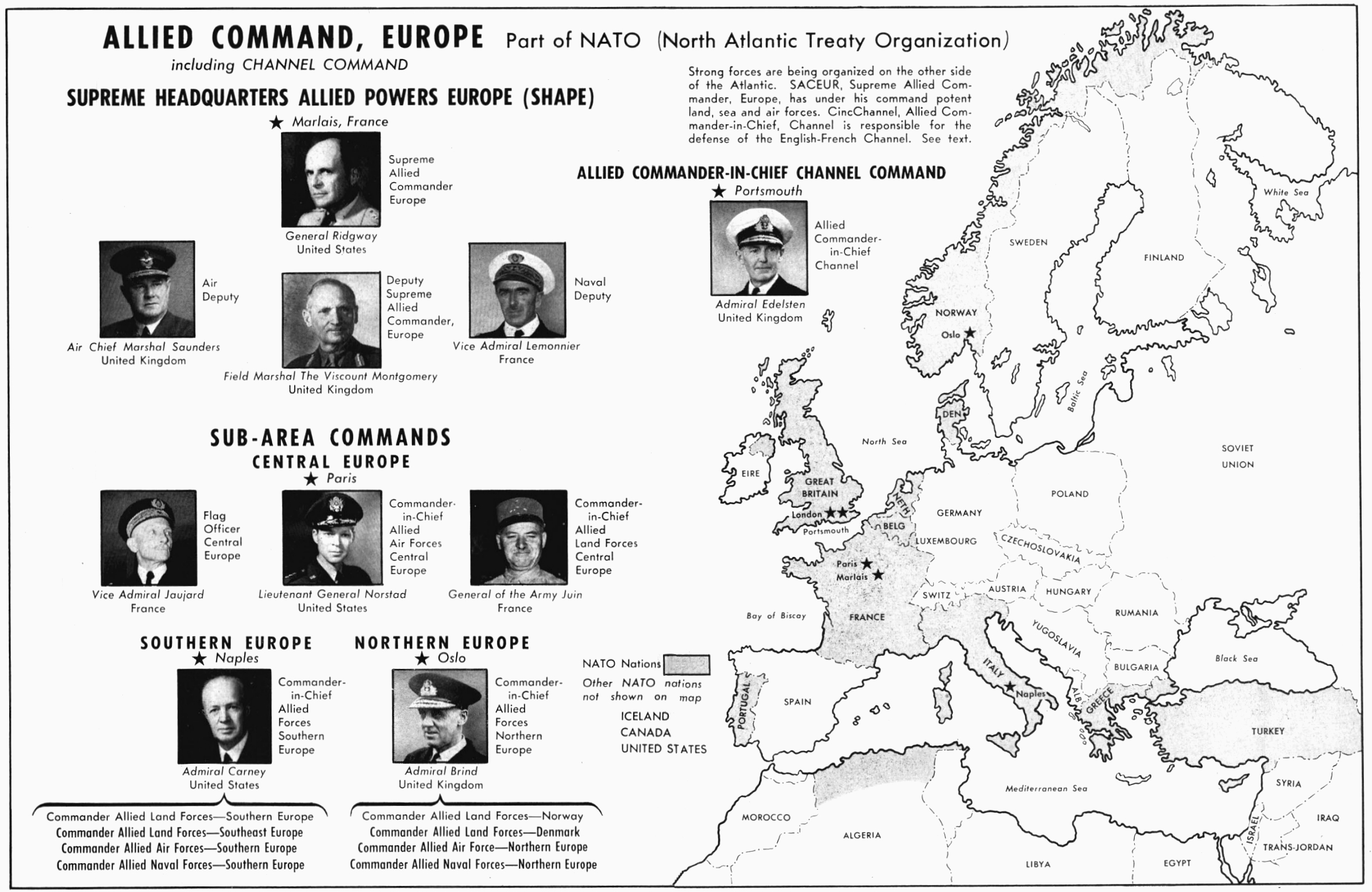
Organización del Mando Aliado en Europa en 1952.

El 2 de abril de 1951, el general Eisenhower firmó la orden de activación del Mando Aliado en Europa y su cuartel general en el SHAPE. El Cuartel General de las Fuerzas Aliadas de Europa Central se activó en Fontainebleau (Francia) en 1953. Ese mismo día se activaron las sedes subordinadas del Mando Aliado de Operaciones en el norte y centro de Europa, y en la Región Sur en junio.
En 1954, las fuerzas del Mando Aliado en Europa estaban compuestas por las Fuerzas Aliadas del Norte de Europa (en Oslo, Noruega), las Fuerzas Aliadas de Europa Central (Fontainebleau), las Fuerzas Aliadas del Sur de Europa (París/Nápoles) y las Fuerzas Aliadas del Mediterráneo en Malta.
Los mandos y comandantes en 1957 eran:
- Comandante supremo aliado en Europa (SACEUR) – General Lauris Norstad, Fuerza Aérea de los Estados Unidos.
  - Vicecomandante supremo aliado en Europa  (DSACEUR) – Mariscal de campo Bernard Law Montgomery, Ejército Británico.
    - Jefe de Estado Mayor (COFS) – General Cortlandt V. R. Schuyler, Ejército de los Estados Unidos.

  - Fuerzas Aliadas de Europa Septentrional (AFNORTH) – Teniente general Cecil Sugden, Ejército Británico.
  - Fuerzas Aliadas de Europa Central (AFCENT) – General Jean-Étienne Valluy, Ejército de Tierra Francés.
    - Fuerzas Aéreas Aliadas de Europa Central (AAFCE) – Mariscal de campo George Mills, Real Fuerza Aérea Británica.
    - Grupo de Ejércitos del Norte (NORTHAG) – General Richard Nelson Gale, Ejército Británico.
    - Grupo de Ejércitos del Centro (CENTAG) – General Henry I. Hodes, Ejército de los Estados Unidos.

  - Fuerzas Aliadas de Europa Meridional (AFSOUTH) – Almirante R. P. M. Bristol, Armada de los Estados Unidos.
    - Fuerza Naval de Ataque y Apoyo de Europa Meridional (STRIKFORSOUTH) – Vicealmirante Charles R. Brown, Armada de los Estados Unidos.

  - Fuerzas Aliadas del Mediterráneo (AFMED) – Almirante Ralph Edwards, Marina Real británica.

### Planes y ejercicios
En el otoño de 1952 se realizaron cuatro ejercicios en el área del Mando Aliado en Europa. Blue Alliance fue un importante ejercicio de la fuerza aérea aliada para que las Fuerzas Aéreas Aliadas de Europa Central (AAFCE) lograran la supremacía aérea sobre el frente centroeuropeo y proporcionaran apoyo aéreo cercano a las fuerzas terrestres del NORTHAG bajo el mando global del teniente general Lauris Norstad, de la USAF. Dos ejercicios de 1952 en la Región Central involucraron fuerzas combinadas aire-tierra. Equinoccio fue un importante ejercicio aire-tierra en el que participaron unidades aéreas tácticas franco-americanas y una unidad de infantería aerotransportada francesa bajo el mando del general Alphonse Juin, del Ejército francés. Holdfast fue un importante ejercicio aliado aire-tierra en el que participaron 150 000 soldados del Ejército británico del Rin, holandeses, belgas y canadienses del Grupo de Ejércitos del Norte de la OTAN en coordinación con las Fuerzas Aéreas Aliadas de Europa Central. Maniobraron al este del río Rin en la Zona de ocupación británica bajo el mando general del teniente general Richard Nelson Gale, del Ejército británico. Finalmente, Rosebud involucró maniobras terrestres del Séptimo Ejército de los Estados Unidos en la zona de ocupación estadounidense en Alemania.
Los planes iniciales que contemplaban la defensa de Europa Occidental de una invasión soviética se basaba en gran medida en armas nucleares (Doctrina Eisenhower), con las fuerzas convencionales actuando simplemente como una «trampa de lazo». La política enunciada en el documento MC14/1 del Comité Militar, publicado en diciembre de 1952, consideraba que la defensa de Alemania era principalmente una acción dilatoria para permitir que se estableciera una línea de resistencia a lo largo de los ríos IJssel y Rin. Las fuerzas convencionales intentarían mantener esta línea mientras las fuerzas aéreas estratégicas aliadas derrotaban a los soviéticos y a sus aliados destruyendo su economía e infraestructura.
Lo que esta estrategia significó para la batalla terrestre en la Región Central fue descrita con fines publicitarios en enero de 1954 por el entonces comandante supremo aliado en Europa Alfred Gruenther como:

Tenemos... un escudo aire-tierra que, aunque todavía no es lo suficientemente fuerte, obligaría a un enemigo a concentrarse antes de atacar. Al hacerlo, la fuerza de concentración sería extremadamente vulnerable a las pérdidas de los ataques con armas atómicas... Ahora podemos usar armas atómicas contra un agresor, lanzadas no solo con aviones de largo alcance, sino también con aviones de corto alcance, y con artillería de 280 mm. Este equipo de aire-tierra constituye un escudo muy eficaz, y lucharía muy bien en caso de ataque...

En 1957, el SACEUR Lauris Norstad, de la Fuerza Aérea de los Estados Unidos (USAF), señalando la superioridad numérica de las fuerzas soviéticas y del Pacto de Varsovia sobre las fuerzas terrestres de la OTAN, pidió que se establecieran «unas treinta» divisiones para aumentar el frente centroeuropeo de la OTAN. Ese año, el Mando Aliado en Europa llevó a cabo la Operación Contragolpe, en la que participaron fuerzas de la AFCENT en el continente europeo, y otros dos grandes ejercicios militares en septiembre de 1957. El ejercicio Strikeback fue una serie de maniobras navales multilaterales que se concentraron en el flanco del Atlántico este y norte de Europa de la OTAN. En el ejercicio Deep Water participaron portaaviones y fuerzas de asalto anfibias de la OTAN que operaban a lo largo del flanco sur de la OTAN en el mar Mediterráneo.
Para mejorar la preparación militar y la integración de la alianza, la OTAN siguió organizando ejercicios militares anuales en todo el ámbito de la alianza cada otoño (FALLEX), planeados y ejecutados conjuntamente por las fuerzas de la SACEUR y la SACLANT.
Sin embargo, a partir de 1967, en el marco de la «respuesta flexible», el objetivo se convirtió en crear fuerzas convencionales para que, si fuera posible, no se necesitaran armas nucleares. Sin embargo, se dejó claro que el primer uso de armas nucleares podría ser necesario si se estaban superando las defensas convencionales. Finalmente, se asignó al SACEUR el control de la planificación de un pequeño número de submarinos de misiles balísticos estadounidenses y británicos, y se desplegaron en Europa unas 7000 armas nucleares tácticas.

### Traslado a Bélgica
Uno de los acontecimientos más significativos en la historia del Mando Aliado en Europa fue la retirada de Francia de la estructura militar integrada de la OTAN. Este movimiento obligó al SHAPE y a varios otros cuarteles generales del Mando Aliado en Europa a abandonar el territorio francés. El resentimiento de Francia por la estructura militar de la OTAN se había ido gestando durante varios años, a medida que los sucesivos gobiernos franceses se indignaban cada vez más por la dominación angloamericana de la estructura de mando y la insuficiente influencia francesa. En febrero de 1966, el presidente Charles de Gaulle declaró que el cambio del orden mundial había «despojado a la OTAN de su justificación» para la integración militar, y poco después Francia declaró que se retiraba de la estructura militar de la OTAN. Se informó al SHAPE y a todas las demás instalaciones de la OTAN, incluida la sede política de la OTAN y el Cuartel General de las Fuerzas Aliadas de Europa Central (AFCENT), de que debían abandonar el territorio francés en abril de 1967.
Bélgica se convirtió en la nación anfitriona tanto de la sede política de la OTAN como del SHAPE. El entonces general Lyman Lemnitzer, SACEUR, esperaba que el SHAPE estuviera situado cerca del cuartel general de la OTAN, como había ocurrido en París, pero las autoridades belgas decidieron que el SHAPE debía estar situado al menos a cincuenta kilómetros de Bruselas, la nueva ubicación de la OTAN, ya que el SHAPE era un importante objetivo militar en tiempos de guerra. El gobierno belga ofreció Camp de Casteau, un campamento de verano del Ejército belga de dos kilómetros cuadrados cerca de Mons, que era una zona que necesitaba una inversión económica adicional. En septiembre de 1966, la OTAN acordó que Bélgica acogería el SHAPE en Casteau. El SHAPE cerró sus instalaciones en Rocquencourt, cerca de París, el 30 de marzo de 1967, y al día siguiente celebró una ceremonia con motivo de la inauguración de la nueva sede en Casteau.
La reducción de la flota mediterránea británica, las dificultades militares de la estructura de mando políticamente decidida y la retirada de los franceses de la estructura de mando militar obligaron a reorganizar los mecanismos de mando en la región meridional. Las Fuerzas Aliadas del Mediterráneo se disolvieron el 5 de junio de 1967, y todas las fuerzas del sur y del Mediterráneo fueron asignadas a la AFSOUTH en Nápoles. Esto dejó al SHAPE y al Mando Aliado en Europa con tres mandos subordinados: AFNORTH cubre Noruega y Dinamarca, AFCENT la mayor parte de Alemania, y AFSOUTH Italia, Turquía, Grecia, y el resto de la región sur.

### Los años setenta: Haig y Rogers
La nueva sede del cuartel general en Mons, Bélgica, fue el centro de atención internacional de vez en cuando a medida que los nuevos comandantes supremos aliados iban y venían, siendo uno de los más notables el general Alexander Haig. Haig, que se había retirado del servicio militar para servir como jefe de Gabinete de la Casa Blanca para el presidente Richard Nixon durante las profundidades de la escándalo Watergate, fue instalado abruptamente como SACEUR después del desenlace del Watergate. Haig llegó en 1974. Algunas notas dispersas sobre su época en el SHAPE están grabadas en el libro de Colodny y Shachtman The Forty Years War. Persona de costumbres, Haig tomó el mismo camino hacia SHAPE todos los días, un patrón de comportamiento que no pasó desapercibido para los grupos terroristas. El 25 de junio de 1979, Haig fue el objetivo aparente de un intento de asesinato en Mons. Una mina terrestre explotó bajo el puente en el que viajaba el coche de Haig, no alcanzando por poco el coche de Haig, pero hiriendo a tres de sus guardaespaldas que iban en el siguiente coche. Más tarde, las autoridades atribuyeron la responsabilidad del ataque al grupo terrorista alemán Fracción del Ejército Rojo.
El sucesor de Haig, el general Bernard W. Rogers, se convirtió en una especie de institución en Europa cuando el exjefe de Estado Mayor del Ejército de Estados Unidos ocupó el cargo durante casi ocho años; una breve protesta surgió de las otras capitales de la OTAN cuando la administración de Estados Unidos programó la jubilación de Rogers en 1987.

### Años ochenta y noventa
En 1986, el Mando Aliado en Europa tenía tres mandos subordinados principales, para el norte, centro y sur de Europa, así como mandos más pequeños.
| - Fuerzas Aliadas de Europa Septentrional, Kolsås, Noruega - Fuerzas Aliadas en el Norte de Noruega, Bodø, Noruega - Fuerzas Aliadas en el Sur de Noruega, Stavanger, Noruega - Fuerzas Aliadas en el Acceso al Báltico, Karup, Dinamarca - Fuerzas Terrestres Aliadas, Schleswig-Holstein y Jutlandia, Rendsburg, Alemania - Fuerzas Terrestres Aliadas, Selandia, Ringsted, Dinamarca - Fuerzas Aéreas Aliadas, acceso al Báltico, Karup, Dinamarca - Fuerzas Navales Aliadas, acceso al Báltico, Karup, Dinamarca - Fuerza Móvil del Mando Aliado en Europa, Seckenheim, Alemania - Mando de Ataque de la RAF, RAF High Wycombe, Reino Unido - Fuerza Aérea de Alerta Temprana de la OTAN, Cuartel General de Maisieres, Bélgica | - Fuerzas Aliadas de Europa Central, Brunssum, Países Bajos - Grupo de Ejército del Norte (NORTHAG), JHQ Rheindahlen - Grupo de Ejército del Centro (CENTAG), Campbell Barracks Heidelberg - Fuerzas Aéreas Aliadas en Europa Central, Base Aérea de Ramstein - Segunda Fuerza Aérea Táctica Aliada, Base Aérea de la RAF en Rheindahlen, Alemania - Cuarta Fuerza Aérea Táctica Aliada, Heidelberg | - Fuerzas Aliadas de Europa Meridional, Nápoles, Italia - Fuerzas Terrestres Aliadas de Europa del Sur, Verona, Italia - Fuerzas Terrestres Aliadas de Europa Sudoriental, Esmirna, Turquía - Fuerzas Aéreas Aliadas de Europa del Sur, Nápoles - Fuerzas Navales de Ataque y Apoyo de Europa Meridional, Nápoles - Fuerzas Navales Aliadas en Europa Meridional, Nápoles - Fuerzas Aéreas Marítimas del Mediterráneo - Fuerza Submarina del Mediterráneo - Fuerza Naval de Ataque del Mediterráneo - Comandante del Mediterráneo Occidental - Comandante del Mediterráneo Central - Comandante del Mediterráneo Oriental - Comandante del Mediterráneo Noreste |

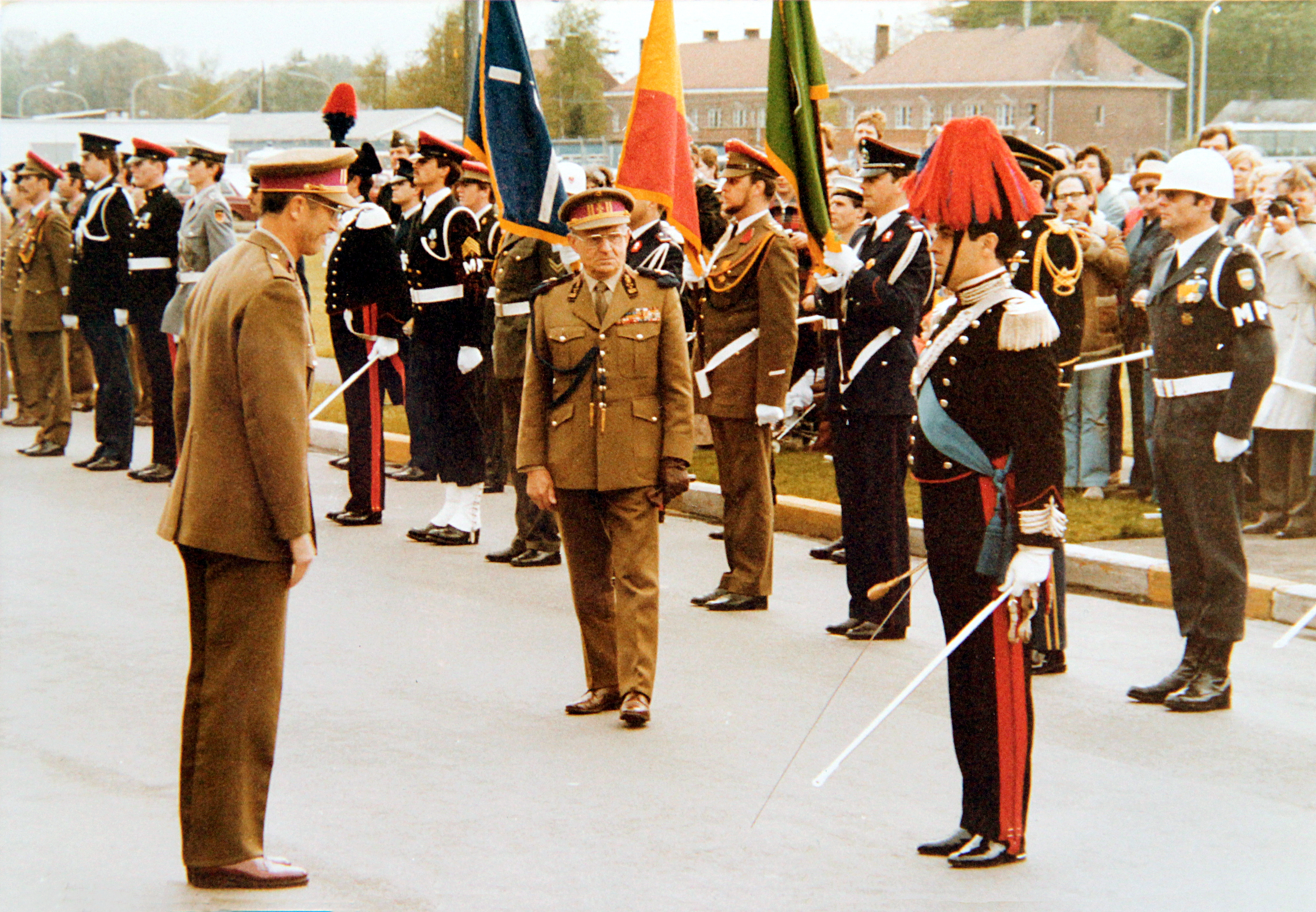
1981 - La guardia de honor de Shape se presenta al Rey Balduino I durante su visita al Cuartel General Supremo de las Potencias Aliadas en Europa en Maisières (Bélgica).

A partir de 1993, la plantilla del Mando Aliado en Europa se redujo en consonancia con las reducciones de personal ya en curso desde 1990 y con el Plan Schaefer, elaborado por el general alemán retirado Shaefer. El objetivo de Shaefer era iniciar el primer esfuerzo para racionalizar la estructura de la OTAN durante la Guerra Fría y adaptarla a las nuevas circunstancias. El personal de la sede pasó de 18 354 personas en 1990 a 12 919 en 1996, y los gastos pasaron de 621 a 482 millones de dólares en el mismo periodo. Desde 1994 hasta 1999, hubo tres mandos subordinados mayores del Mando Aliado en Europa: Fuerzas Aliadas del Noroeste de Europa en RAF High Wycombe, Fuerzas Aliadas de Europa Central en Brunssum, Holanda, y AFSOUTH en Nápoles.
Después de muchas discusiones dentro de la Alianza, el sistema de tres mandos subordinados del Mando Aliado en Europa se redujo a dos que, después de 1996, cubrían la misma área, uno para el norte de los Alpes y otro para el sur. Estados Unidos deseaba mantener tres mandos, argumentando que «el alcance del control podría ser excesivo». Los funcionarios del Pentágono temían en ese momento que si se hubiera adoptado la estructura de dos mandos, algunas funciones a nivel del MSC habrían tenido que ser trasladadas «hacia abajo» en la nueva estructura. Pero mientras que Estados Unidos finalmente tuvo que ceder en una reducción a dos mandos, tuvo éxito en que un oficial europeo no fue puesto a cargo del nuevo mando del sur (ahora Mando Aliado de Fuerzas Conjuntas de Nápoles), un movimiento que Francia y Alemania apoyaron. A pesar de que el presidente francés Jacques Chirac intercambió cartas personalmente con Bill Clinton sobre el tema en septiembre-octubre de 1997, Estados Unidos se mantuvo firme y hoy en día un almirante estadounidense sigue a cargo del mando de Nápoles. Además de los dos mandos continentales AFNORTHWEST cubrió el Reino Unido y Escandinavia.
Una jubilación anticipada volvió a interrumpir el cuartel general de Mons en el año 2000 cuando el general Wesley Clark fue sustituido por el general de la Fuerza Aérea Joseph Ralston. Aunque el relevo se presentó públicamente como una medida puramente administrativa, necesaria debido a la inminente jubilación de Clark y a la falta de un puesto abierto de cuatro estrellas para el muy respetado Ralston (una realidad que lo habría obligado a aceptar un descenso temporal al rango de dos estrellas o a retirarse del servicio), el relevo de Clark ha sido visto a menudo como una bofetada al general por parte de un dirigente del Pentágono que había estado muy en desacuerdo con él durante la guerra de Kosovo la primavera anterior.
A partir de principios de la década de 2000, el Mando Aliado en Europa, a medida que fue creciendo, tuvo más y más actividades relacionadas con la Fuerza de Respuesta de la OTAN. Sin embargo, después de que Estonia, Letonia y Lituania se unieran a la Alianza, y especialmente después de la guerra de Osetia del Sur de 2008, se empezó a prestar más atención a las obligaciones básicas de defensa del Artículo 5 de la OTAN. Las preocupaciones de los tres países bálticos se centraban específicamente en una posible amenaza rusa. Así pues, aunque algunos ejercicios se llevaron a cabo de forma ostentosa para preparar la NRF, a veces también incluían aspectos relacionados con el artículo 5. Entre estos ejercicios de doble propósito se encontraba Steadfast Jazz, parte de la serie de ejercicios Steadfast de la OTAN, que se llevó a cabo en noviembre de 2013 en varios países de la OTAN, entre ellos Polonia y los países bálticos.

### Estructura creada en 2003
En 2003, se creó una bandera francesa en el cuartel general del SHAPE en Mons tras el regreso, después de casi cuarenta años, de oficiales franceses al cuartel general. Quince oficiales franceses, incluido el general Jean-Jacques Bart, trabajan allí, de un total de 1100 efectivos. Sin embargo, se consideraban «insertados» y no «integrados», ya que no se les podía ordenar que se desplazasen sin la aprobación previa de Francia.
Se desarrolló una nueva estructura con tres cuarteles generales principales bajo el Mando Aliado de Operaciones:

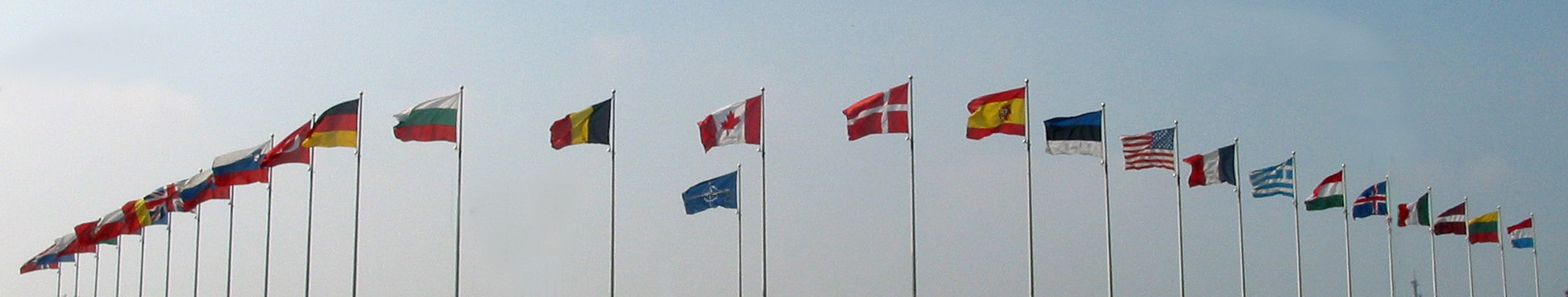
Banderas de los países de la OTAN frente al SHAPE (2006).

- Allied Joint Force Command Brunssum, Países Bajos;
  - Component Command - Air, Ramstein, Alemania;
  - Component Command - Maritime, Northwood, Reino Unido;
  - Command Component - Land, Heidelberg, Alemania;
- Allied Joint Force Command Lisbon, Portugal;
- Allied Joint Force Command Naples, Italia;
  - Component Command - Air, Esmirna, Turquía;
  - Component Command - Maritime, Nápoles, Italia;
  - Component Command - Land, Madrid, España.

Entre 2003 y 2006, se creó una nueva categoría de fuerzas, principalmente para mejorar la flexibilidad y el alcance de las fuerzas terrestres. La estructura incorporaba seis «cuarteles generales del Cuerpo de Despliegue Rápido de la OTAN». Los cuerpos de despliegue rápido de la OTAN, constituidos a partir de octubre de 2003, se denominan Fuerzas de Alta Disponibilidad (HRF) y están diseñados para poder reaccionar a corto plazo. Aunque estas fuerzas no pueden desplegarse en un plazo de alerta de cinco días como la Fuerza de Respuesta de la OTAN (NRF), tienen una capacidad de mantenimiento en combate más larga que la NRF, que se limita a treinta días.
- Cuerpo Aliado de Reacción Rápida con base en el Cuartel Imjin en Innsworth, Reino Unido, que puede desplegarse rápidamente en un plazo de cinco días, pero carece de capacidad sostenida, limitada a treinta días en combate. Serviría como una fuerza avanzada para el seguimiento de las fuerzas de la OTAN;
- Primer Cuerpo de Alemania-Países Bajos, con base en Münster, Alemania;
- Cuerpo Italiano de Despliegue Rápido de la OTAN, con base en el Cuartel de Ugo Mara en Solbiate Olona, cerca de Milán, Italia;
- 3.er cuerpo/cuerpo de despliegue rápido de la OTAN – Turquía (NRDC-T), cerca de Estambul, Turquía;[38]
- Cuartel General Terrestre de Alta Disponibilidad en Valencia, España.[39]
- Cuerpo de Despliegue Rápido de la OTAN - Grecia, con base en Salónica, Grecia.

El Cuartel General del Cuerpo Multinacional del Noreste, con sede en Szczecin, Polonia, fue clasificado, junto con el degradado cuerpo griego, como la tercera fuerza desplegable de la capacidad de despliegue rápido de la OTAN. El Cuartel General del Eurocuerpo, en Estrasburgo, Francia, es una fuerza de la Unión Europea con un acuerdo técnico que la vincula a la OTAN.
En 2017, había nueve cuarteles generales de la Fuerza de Reacción Rápida:
- 1 German-Netherlands Corps, Münster, Alemania;
- Allied Rapid Reaction Corps (ARRC), Innsworth, Reino Unido;
- Multinational Corps Northeast (MNC-NE), Szczecin, Polonia;
- NATO Rapid Deployable Corps Italy (NRDC-IT), Solbiate Olona, Italia;
- NATO Rapid Deployable Corps Spain (NRDC-Spain), Valencia, España
- NATO Rapid Deployable Corps Turkey (NRDC-T), Estambul, Turquía;
- NATO Deployable Corps Greece (NRDC-GR), Salónica, Grecia;
- Rapid Reaction Corps France (RRC-FR), Lille, Francia.[40]

En 2004 se certificaron los siguientes cuarteles generales (marítimos) de las fuerzas de alta disponibilidad:
- Comandante del Cuartel General de las Fuerzas Marítimas Italianas a bordo del Giuseppe Garibaldi;
- Comandante del Cuartel General de las Fuerzas Marítimas Españolas (HQ COMSPMARFOR) a bordo del Castilla;
- Comandante del Cuartel General Fuerzas Marítimas del Reino Unido (HQ COMUKMARFOR).

La Fuerza Naval de Ataque y Apoyo de la OTAN (STRIKFORNATO), con base en Gaeta, Italia, liderada por los Estados Unidos, está comandada por el comandante de la Sexta Flota de Estados Unidos, y también forma parte de la Estructura de Fuerzas de la OTAN. El STRIKFORNATO es el único mando capaz de dirigir un grupo de trabajo marítimo ampliado.
La formación final es el comandante de la Marina nacional de Francia, inicialmente a bordo del Charles de Gaulle, y después a bordo del buque anfibio Mistral. El componente naval francés procede de la Force d'action navale, la flota de superficie de la Armada francesa.
Las Fuerzas de Defensa de Islandia, siguieron existiendo como un destacamento del Mando Aliado de Operaciones, al igual que el Mando Aliado de Submarinos, un mando de la OTAN basado en el COMSUBLANT de la Armada de los Estados Unidos. También se ha creado un centro de coordinación de operaciones especiales y un centro de intercambio de información de inteligencia en el seno del SHAPE.
A medida que se establecieron fuerzas de reacción rápida más capaces, se disolvieron las antiguas «brigadas de bomberos», incluida la Fuerza Móvil del Mando Aliado en Europa que se disolvió el 30 de octubre de 2002.
Además el Mando Aliado de Operaciones tiene a su disposición fuerzas en activo como: 
- NATO Airborne Early Warning Force (NAEWF);
- Standing NATO Maritime Group 1 (SNMG1);[45]
- Standing NATO Maritime Group 2 (SNMG2);
- Standing NATO Mine Countermeasures Group 1 (SNMCMG1);
- Standing NATO Mine Countermeasures Group 2 (SNMCMG2).

El apoyo aéreo para los viajes del SACEUR es proporcionado por el 309º Escuadrón de Transporte Aéreo de la USAF en la base aérea de Chièvres, Bélgica.
En 2012 y 2013, la OTAN se sometió a una reorganización del mando militar, se desactivaron los mandos del componente terrestre en Heidelberg y Madrid, se cerró el mando del componente marítimo en Nápoles y también se cerró el mando del componente aéreo en Esmirna.

## Estructura

Bandera del SACEUR.

Hoy en día, el Mando Aliado de Operaciones es uno de los dos mandos estratégicos de la OTAN (el otro es el Mando Aliado de Transformación). 

### Cuartel general de operaciones de la Fuerza Conjunta
Bajo esta estructura, hay dos cuarteles generales operacionales de la fuerza conjunta y varios mandos de servicio único bajo el Mando Aliado de Operaciones:
- Mando de la Fuerza Conjunta Aliada de Brunssum (JFCBS) en Brunssum, Países Bajos.
- Mando de la Fuerza Conjunta Aliada de Nápoles (JFCNP) en Nápoles, Italia.

### Mandos de servicio único
- Mando Aéreo Aliado (AIRCOM) en Ramstein, Alemania.
- Mando Terrestre Aliado (LANDCOM) en Izmir, Turquía.
- Mando Marítimo Aliado (MARCOM) en Northwood, Reino Unido.

### Otros mandos
- Fuerza Naval de Ataque y Apoyo de la OTAN (STRIKFORNATO) en Oeiras, Portugal
- Mando de Sistemas de Información y Comunicación de la OTAN (NCISG) en Mons, Bélgica

### Comandante supremo aliado en Europa
Desde 2003, el comandante supremo aliado en Europa (SACEUR) también es jefe del Mando Aliado en Europa y jefe del Mando Aliado de Operaciones.